# سقوط اصفهان (طغرل سلجوقی)
با دیگر سقوط‌های اصفهان اشتباه نگیرید.
محاصره و سقوط اصفهان بدستِ طغرلِ سلجوقی در ۱۸ اَمردادِ سال ۴۴۳ هجریِ قمری (۹ آگوست ۱۰۵۱) رخ داد.

## پیش‌زمینه
سلجوقیان که بر غزنویان غلبه کرده و به قدرت رسیده بودند، از آن پس سرگرمِ تصرفِ شهرها یکی پس از دیگری بودند. طغرل ۳ سال پیش از تصرفِ اصفهان، درصددِ تصرف این شهر برآمده بود که مانند یزد، کرمان و فارس در دست یک خانوادهٔ دیلمی بود. ابومنصور فرامرز کاکویه بنیره علاء‌الدوله در مقابل سلطانِ سلجوقی سخت پایداری کرد عاقبت طغرل، خطبه بخواند و از سر فتحِ اصفهان گذشت.
به دیگر سخن، ۱۰ سال پیش از سقوط اصفهان گویا فرامرز که در آنزمان هنوز به شاهی نرسیده بود در نبرد دندانقان (۲۳ مه ۱۰۴۰)، همراه سلجوقیان بوده‌است. هنگامی که فرامرز به پادشاهی کاکویه رسید، طغرل با فرستادن باری از باج به فرامرز ، از او برای خود پیمان گرفت. ولی نه فرامرز و نه برادرش گرشاسب یکم نپذیرفتند به سوی سلجوقیان روی آورند.
سال ۱۰۴۵ برای نخستین بار طغرل به اصفهان درآمد و فرامرز تسلیم شد. پس از بازگشت طغرل به خراسان و با گذشت پیرامون یک سال فرامرز خود را مستقل از سلجوقیان خواند و تسلیم بوئیان شد و این کار او طغرل را وادار به بازگشت به اصفهان کرد. طغرل بیک در آنجا کاکوییان را شکست داد و فرامرز را بار دیگر پیرو خود کرد. پس از ۴ سال طغرل بیک در سال ۱۰۵۰ اصفهان را محاصره کرد. مردم اصفهان در برابر سلجوقیان با بی‌باکی ایستادند ولی پس از یک سال سرانجام تسلیم شدند. سپاه طغرل برج و باروی اصفهان را با خاک یکسان کردند و طغرل پس از آن این شهر را پایتخت خود کرد.

## محاصره‌ای که به سقوط انجامید
طغرل چشم به اصفهان داشت و می‌خواست آن را مرکز حکومت خود قرار دهد. طغرل بار دیگر در محرم سال ۴۴۲ اصفهان را محاصره کرد و کسال تمال شهر را محصور نمود و مردم را در زحمت شدید انداخت. اصفهان یک‌سال مقاومت کرد و سرانجام در محرمِ سال ۴۴۳، حاکم اصفهان داوطلبانه تسلیم شد و دولت دیالمه کاکویه از این شهر برافتاد. گفته شده است که طغرل به حکمرانِ اصفهان که بر چند شهر دیگر حکومت داشت، وعده داده بود که اگر تسلیم شود، یزد و ابرقو را از او نخواهد گرفت که چنین شد. طغرل ۳ سال پس از تصرفِ اصفهان، بغداد را هم تصرف کرد و به قدرت دیلمیان ایرانی پایان داد.

## دیدگاهِ ناصر خسرو دربارهٔ اصفهانِ پس از محاصره
ناصرخسرو قبادیانی در هشتم صفر سنه اربع و اربعین و اربعمائه (۴۴۴ هجری قمری)، دو سال پس از حملهٔ ویرانگرِ طغرل سلجوقی وارد اصفهان شد. در هنگامِ ورودِ وی به شهر، شهر دوباره ساخته شده و بهبودِ نسبی یافته بود. وی در بارهٔ اصفهان چنین می‌گوید:
[اصفهان] شهری است بر هامون نهاده، آب و هوایی خوش دارد و هر جا که ده گز چاه فرو برند، آبی سرد و خوش بیرون آید و شهر دیواری حصین بلند دارد در شهر جویهای آب روان و بناهای نیکو و مرتفع و در میان شهر مسجد آدینه بزرگ نیکو و بارویِ شهر را گفتند سه فرسنگ و نیم است.